# Jessie Cave
Jessica "Jessie" Alice Cave Lloyd, född 5 maj 1987 i London i England, är en brittisk skådespelare. Hon är mest känd som Lavender Brown i Harry Potter och halvblodsprinsen. Hon spelar också i Harry Potter och dödsrelikerna del 2. Innan Jessie Cave spelade rollen som Lavender spelades hon också av Jennifer Smith och Kathleen Cauley.
Hon har även en roll i den brittiska serien Summerhill som visats på SVT.